# Culex pseudosinensis
Culex pseudosinensis är en tvåvingeart som beskrevs av Donald Henry Colless 1955. Culex pseudosinensis ingår i släktet Culex och familjen stickmyggor. Inga underarter finns listade i Catalogue of Life.